# Gregorio Sánchez Gómez
Gregorio Sánchez Gómez (Istmina, Chocó, 1895-Cali, 1942) fue un escritor y abogado colombiano.

## Biografía
Realizó sus estudios en la Normal Nacional de Bogotá, el Colegio San Bartolomé y el  Colegio de Araujo. Cursó Derecho en la Universidad Republicana, hoy Universidad Libre (Colombia), donde se graduó de abogado en 1917 con la tesis Los impuestos en Colombia.
Fue Personero y juez en Buenaventura (Valle del Cauca), diputado a la asamblea de
Caldas, magistrado del Tribunal Superior de Manizales y Juez del Circuito de Roldanillo, en dos períodos sucesivos, allí escribió cuatro novelas cortas: La piedad del mar, La flor del tabaco (dedicada al escritor y novelista Luis Enrique Osorio), El monstruo y La envidia de los dioses.
Así mismo, fue varias veces Representante a la Cámara.

## Obra literaria

### Novelas
Sus novelas «pertenecen a un costumbrismo impregnado de esencias modernistas y de un poco de preocupación social»:
- La tierra desnuda. Editorial Juan Casis, Bogotá, 1920.
- La envidia de los dioses. Novela semanal, Bogotá, 1924.
- El monstruo. Novela semanal, Bogotá, 1924.
- La flor del tabaco. Novela semanal, Bogotá, 1924.
- La piedad del mar. Novela semanal, Bogotá, 1924.
- La derrota: novela de estudiantes. Editorial La Moderna, Panamá, 1925.
- Rosario Benavides. Talleres editorial El relator, Cali, 1927. «Esta novela obtuvo el primero y único premio en el concurso nacional de novelistas abierto por la sociedad de mejoras públicas de Sonsón, con motivo del centenario de Gregorio Gutiérrez González siendo jurado calificador la Academia Colombiana de la Lengua».[4]
- La virgen pobre. Editorial Palau & Cía, Cali, 1929.
- La casa de los del pino. Editorial Palau & Cía, Cali, 1929.
- El Gavilán. Editorial América, Cali, 1933.
- El hombre en la hamaca: divagaciones de un ocioso. Editorial América, Cali, 1934.
- Casada y sin marido. Editorial América, Cali, 1934.
- Vida de un muerto. Manizales, 1936.
- El Burgo de Don Sebastián. Editorial América, Cali, 1938.
- La bruja de las minas. Cali, 1947. «Preocupado, entre otras cosas, por el factor mágico y fetichista introducido por las negritudes como medio de resistencia frente a la barbarie del blanco, Sánchez Gómez dejó para la posteridad una de las novelas históricas más célebres acerca del colapso que supuso para las encumbradas familias del Cauca Grande, tener que abandonar sus yacimientos auríferos, por disposición del Gobierno central, y entregarlos a inversionistas extranjeros. La obra también describe las inhumanas condiciones de los mineros».[5]
- Magola, historia de una maestra. 1958.
- El maniático. Editorial Santa Fe de Bogotá, 1958.
- El espíritu de don Celso. Editorial Santa Fe Bogotá, 1958.

### Cuentos
- Campos con sed. Sánchez, Gómez Hnos. 1958
- La joven endemoniada.

### Ensayos
- Problemas Sociales de Colombia. Editorial Juan Casis, Bogotá. 1920
- Sociología de la política colombiana. Manizales. 1940
- Fémina, reflexiones sobre la mujer y su destino. Editorial América, Cali. 1950

### Obras de teatro
- El ladrón enamorado
- El secreto del profesor
- Girasol
- Poesía
- Vista de colores